# مرد چاق و چله
مرد چاق و چله (انگلیسی: L'homme voilé) یک فیلم به کارگردانی مارون بغدادی است که در سال ۱۹۸۷ منتشر شد. از بازیگران آن می‌توان به برنار ژیرودو، میشل پیکولی، و ساندرین دوما اشاره کرد.